# Karl Mathy
Karl Friedrich Wilhelm Mathy, född 17 mars 1807 i Mannheim, död 3 februari 1868 i Karlsruhe, var en tysk politiker.
Mathy var finanstjänsteman i storhertigdömet Baden, då han, gripen av den rörelse, som julirevolutionen 1830 framkallade, gav sig in på liberal publicistisk verksamhet. Han tvingades 1835 att lämna Baden och slog sig ned i Schweiz som publicist och lärare, men återvände 1840 hem och inträdde 1842 i badensiska lantdagens andra kammare, där han blev en av oppositionens ledare. Han bekämpade 1848 i Vorparlamentet de republikanskt sinnade ytterlighetsmännen och blev för en kort tid ledamot av badensiska statsministeriet. Han var därefter i Frankfurtparlamentet en av Heinrich von Gagerns mest framstående meningsfränder och blev understatssekreterare i riksministeriet för finanserna, men tvingades på samma gång som sina partivänner (maj 1849) avträda från den politiska skådebanan. Senare, under reaktionsåren, ägnade han sig åt industriella privatföretag, men blev 1862 chef för badensiska hovdomänkammaren och 1864 president i handelsministeriet. Vid Badens anslutning till Österrike 1866 trädde han tillbaka (30 juni), men kallades efter Preussens seger till statsminister och president för handels- och finansdepartementen (27 juli samma år).